# Tag und Nacht (Film)

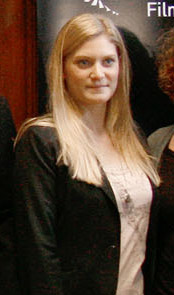
Magdalena Kronschläger auf der Pressekonferenz zum Österreichischen Filmpreis 2011

Tag und Nacht ist ein Spielfilm der österreichischen Regisseurin Sabine Derflinger aus dem Jahr 2010. Im Mittelpunkt der tragikomisch-episodenhaft erzählten Handlung stehen zwei Wiener Kunststudentinnen, die sich – teils, weil das Geld nicht reicht, teils aus Neugierde und Abenteuerlust – bei einem Escort-Service als Callgirls verdingen.

## Handlung
Am Anfang des Films stehen die beiden Wiener Studentinnen Hanna und Lea. Beide stammen vom Land, beide sind neu in der Stadt und beide halten sich mit Aushilfsjobs in der Gastronomie über Wasser. Da das Geld vom Kellnern hinten und vorne nicht reicht, beschließen sie, auf das Jobangebot einer Escort-Agentur einzugehen. Betreiber der Agentur sind Mario und seine Frau Sissi. Die Agentur ist klein; die Umgangsformen entsprechend informell. Die Grundlagenvermittlung des Pay-Sex-Gewerbes vermittelt Sissi auf eher beiläufige Weise. Sissis Rat an Lea: „Du musst dem Kunden das Gefühl vermitteln, dass er was Besonderes ist. Wenn du das schaffst, dann bist du für ihn auch was Besonderes, verstehst?“ Und: „Parfüm und Bodylotion müssen von derselben Marke sein. Ein Geruch, eine Geschichte, merk dir das. Mehr verwirrt die Männer.“ Dies sei die erste Regel. Die Regel Nummer zwei laute: Vorher kassieren.
Der Spagat zwischen Studium, Pay-Sex-Gewerbe und Privatleben gestaltet sich zunächst eher unspektakulär. Lea trifft in der Disko Claus, einen alten Bekannten vom Dorf. Als sie gerade dabei ist, sich mit ihm auf ein Techtelmechtel einzulassen, wird sie zu einem Kunden bestellt. Die Kunstgeschichte-Studentin Hanna freundet sich unterdess mit Harald an, den sie beim Studium kennengelernt hat, lässt diesen jedoch im Unklaren über ihren Nebenjob. Die Zusammentreffen mit den Escortkunden werden als eher beiläufig, nebensächlich, zum Teil banal hingestellt. Da ist der alte Mann, der unter seiner Kleidung Frauenunterwäsche trägt. Da ist der alerte Jungmanager, der den besonderen Kick möchte und Sex gerne im Fahrstuhl hat. Der nette Familienvater, der sich zum Pay-Sex von seiner Familie wegstiehlt. Der gehemmte, unselbständige Spross aus guter Familie. Auf den ersten Blick bleiben all diese Treffen an der Oberfläche – wobei der neue Job nicht nur mit Situationskomik aufwartet, sondern auch mit unkomplizierten, tendenziell angenehmen Treffen. Freud und Leid: Pay Sex – ein Job eben wie jeder andere.
Mit Fortschreiten des Films geraten die unterschiedlichen Welten mehr und mehr durcheinander. Lea, die Schauspiel studieren möchte, fällt bei der Aufnahmeprüfung an der Schauspielschule durch. Auch die Escorttreffen gehen mehr und mehr an die Substanz. Subtile, doch allgegenwärtige Grenzüberschreitungen mehren sich ebenso wie die stetig wachsende Entfremdung vom Studium. Zug um Zug merken Lea und Hanna: Die beiden Welten sind nicht ohne weiteres miteinander vereinbar – sie sind nicht einmal klar voneinander trennbar. Ein Schlüsselerlebnis ist das unverhoffte Wieder-Zusammentreffen von Hanna mit Harald – diesmal in Form eines Kunden-Dates, zu dem sie bestellt wurde. Zum Erlebnis, das beide Frauen zu einer Entscheidung zwingt, wird das Treffen mit einem Geschäftsmann, das in angenehmer Atmosphäre beginnt und in massiven Grenzüberschreitungen endet. Das Ende des Films: Lea gibt den Pay-Sex-Job auf und kehrt desillusioniert aufs Land zurück. Hanna nennt sich Lea und macht weiter. Die Freundschaft der beiden ist allerdings unwiderruflich zerbrochen.

## Produktion, Aufführungen und Preise
Die Idee zu dem Film stammte von Mobilefilm-Mitbegründerin Eva Testor. Für die Umsetzung wählte sie Sabine Derflinger. Wie die Regisseurin in einem Interview kundtat, ging es bei der Produktion weniger um die spektakuläre Seite der Prostitution und die im Hintergrund oft mitschwingenden Assoziationen von Sex and Crime. Dreh- und Angelpunkt sei vielmehr die Frage gewesen, welche Spuren die gewählten Umstände bei den Beteiligten hinterlassen. Als Dokumentarfilmerin war Derflinger bereits vor Drehbeginn mit dem Thema vertraut. Die Authentizität der Geschichte gewährleistete zum einen das Drehbuch von Mitautorin Eva Testor. Um sich mit den Bedingungen vertraut zu machen, besuchten Testor, Derflinger sowie die Hauptdarstellerinnen einschlägige Orte, wo sie mit den Frauen Gespräche führten über ihre Lebensumstände sowie die Motive, im Prostitutionsgewerbe zu arbeiten.
Die Dreharbeiten zum Film dauerten insgesamt sieben Wochen – sechs davon in Wien und eine im Ötztal sowie im Paznauntal. Die Kamera übernahm Autorin und Produzentin Eva Testor. Gedreht wurde auf einer Moviecam Compact auf hochempfindlichem Kodak-Vision2-Film vom Typ 5260. Die – vergleichsweise zurückhaltend eingesetzte – Musik stammte von Gil Chéri, Gilbert Handler und Petra Zöpnek, das Sounddesign von Veronika Hlawatsch.
Der Film erschien Ende 2010 und lief im Dezember in den österreichischen Kinos an. Die Deutschland-Premiere fand am 13. Januar 2011 im Berliner Babylon-Kino statt. Ende Oktober 2011 war Tag und Nacht Teil des Programms der 45. Hofer Filmtage. 2012 nahm Tag und Nacht am Programm des Filmkunstfestes Schwerin sowie am Split Film Festival teil, 2012 am Buffalo Niagara Film Festival und am Geneva Film Festival. Im selben Jahr startete der Film in 15 deutschen Kinos. Anna Rot wurde beim New York Film Festival 2011 als beste Hauptdarstellerin ausgezeichnet. Ihre Kollegin Magdalena Kronschläger war nominierte Kandidatin für den Österreichischen Filmpreis 2011.

## Kritiken
Thematisch wie dramaturgisch im Segment Anspruchsvolle Unterhaltung liegend, fand Tag und Nacht vor allem auf der Programmkino- und Festival-Schiene sein Zielpublikum. Die Mehrzahl der Kritiken äußerte sich positiv, einige begeistert. Aufgrund der Thematik zogen vereinzelte Kritiken Vergleiche mit Sonia Rossis Milieu-Erfahrungsbericht Fucking Berlin sowie Studentin, 19, …, einem französischen Skandal-Buchtitel, der aufgrund seines Erfolgs bald nach Erscheinen des Buches verfilmt worden war. Das Berliner Stadtmagazin zitty hob vor allem die Stimmigkeit der Milieubeschreibung hervor und schrieb: „(…) Regisseurin Sabine Derflinger zeigt nun in ihrem adäquat offenherzigen Film mit sehr viel Einfühlungsvermögen, wie diese Arbeit die beiden Protagonistinnen gegen ihren Willen verändert. Und sie zeigt die Schmutzigkeit, den ungeschönten Sex und die zum Teil unglaublich banale Realität in dieser für viele verborgenen Welt.“
Ähnlich wertete die österreichische Tageszeitung Der Standard: „Dass und auf welche Weise Tag und Nacht die Verhältnisse punktuell spielerisch offenhält, die Frauen einmal triumphieren und dann wieder als Dienstleisterinnen aufschlagen lässt, ist eine der Stärken des Films. Genau wie die nüchterne Inszenierung von Körpern und Sex oder das Herausarbeiten von Ambivalenzen und Graubereichen.“  Das Portal kino.de hob die gute Darstellung der beiden Hauptfiguren lobend hervor: „Ihre Freier stellen sich als harmlose Freaks an der Grenze des Lächerlichen heraus, die nur allzu menschlich bleiben. Für die frivol-hedonistische Lea und die scheu-verklemmte Hannah beginnt ein (Macht)Spiel, dessen Regeln sie jedoch lange nicht so im Griff haben, wie sie sich einbilden.“
Das Online-Kinoportal skip.at rückte die Stimmigkeit der Inszenierung ebenfalls in den Mittelpunkt seiner Kritik: „Das unspekulative Drehbuch von Eva Testor und Sabine Derflinger, die als Regisseurin nach Vollgas und 42plus mit Tag und Nacht eine neuerlich sehr präzise Sozialstudie abliefert, dreht sich um moderne Großstädterinnen, ihr Selbstverständnis und ihre Position zur Sexualität. Darin ist es genauso beiläufig realistisch wie illusionslos, und das fasziniert und bewegt von der ersten bis zur letzten Minute, auch dank der hervorragenden und mutigen Leistungen der Darsteller. Bei aller Explizit- und Nacktheit ist Tag und Nacht nämlich kein besonders gewagter Film, sondern schöpft vielmehr daraus, dass das Leben Aufregung genug ist.“
Spiegel Online rezensierte über Sabine Derflinger: „... ihr Film ist eine genau beobachtete, gemeine, unbeirrbare und manchmal sogar überraschende feministische Polemik.“